# Cantone di Saulzais-le-Potier
Il Cantone di Saulzais-le-Potier era una divisione amministrativa dell'arrondissement di Saint-Amand-Montrond.
A seguito della riforma approvata con decreto del 21 febbraio 2014, che ha avuto attuazione dopo le elezioni dipartimentali del 2015, è stato soppresso.

## Composizione
Comprendeva i comuni di:
- Ainay-le-Vieil
- Arcomps
- La Celette
- Épineuil-le-Fleuriel
- Faverdines
- Loye-sur-Arnon
- La Perche
- Saint-Georges-de-Poisieux
- Saint-Vitte
- Saulzais-le-Potier
- Vesdun